# نوار صوتی دیجیتال
نوار صوتی دیجیتال (انگلیسی: Digital Audio Tape) نوعی رسانه ضبط و پخش سیگنال است که توسط شرکت سونی توسعه یافت و در سال ۱۹۸۷ معرفی شد. این رسانه از نظر ظاهری شبیه یک نوار کاست است که از نوار مغناطیسی ۳٫۸۱ میلی‌متری / ۰٫۱۵ اینچ (که معمولاً به آن ۴ میلی‌متری گفته می‌شود) استفاده می‌کند که در یک پوسته محافظ قرار دارد و از ضبط دیجیتال به جای آنالوگ استفاده می‌کند.
مانند اکثر فرمت‌های نوار ویدئویی، یک نوار صوتی دیجیتال ممکن است فقط در یک جهت ضبط و پخش شود که برخلاف نوار کاست است.
نوار صوتی دیجیتال به عنوان جایگزینی برای کاست‌های فشرده صوتی آنالوگ در نظر گرفته شده بود اما بخاطر هزینه‌های آن و همچنین نگرانی‌های صنعت موسیقی در مورد کپی‌های غیرمجاز با کیفیت بالا، هرگز به‌طور گسترده توسط مصرف‌کنندگان پذیرفته نشد. این رسانه موفقیت متوسطی را در بازارهای حرفه‌ای و به عنوان یک رسانه ذخیره‌سازی رایانه‌ای دیجیتال داشت. از آنجایی که سونی تولید ضبط کننده‌های جدید را متوقف کرد، پخش فایل‌های ضبط شده بایگانی شده در این فرمت دشوارتر می‌شود، مگر اینکه در فرمت‌های دیگر یا هارد دیسک کپی شوند.